# Хромівка
Хро́мівка — село Соледарської міської громади Бахмутського району Донецької області в Україні.